# المسيحية في قطر

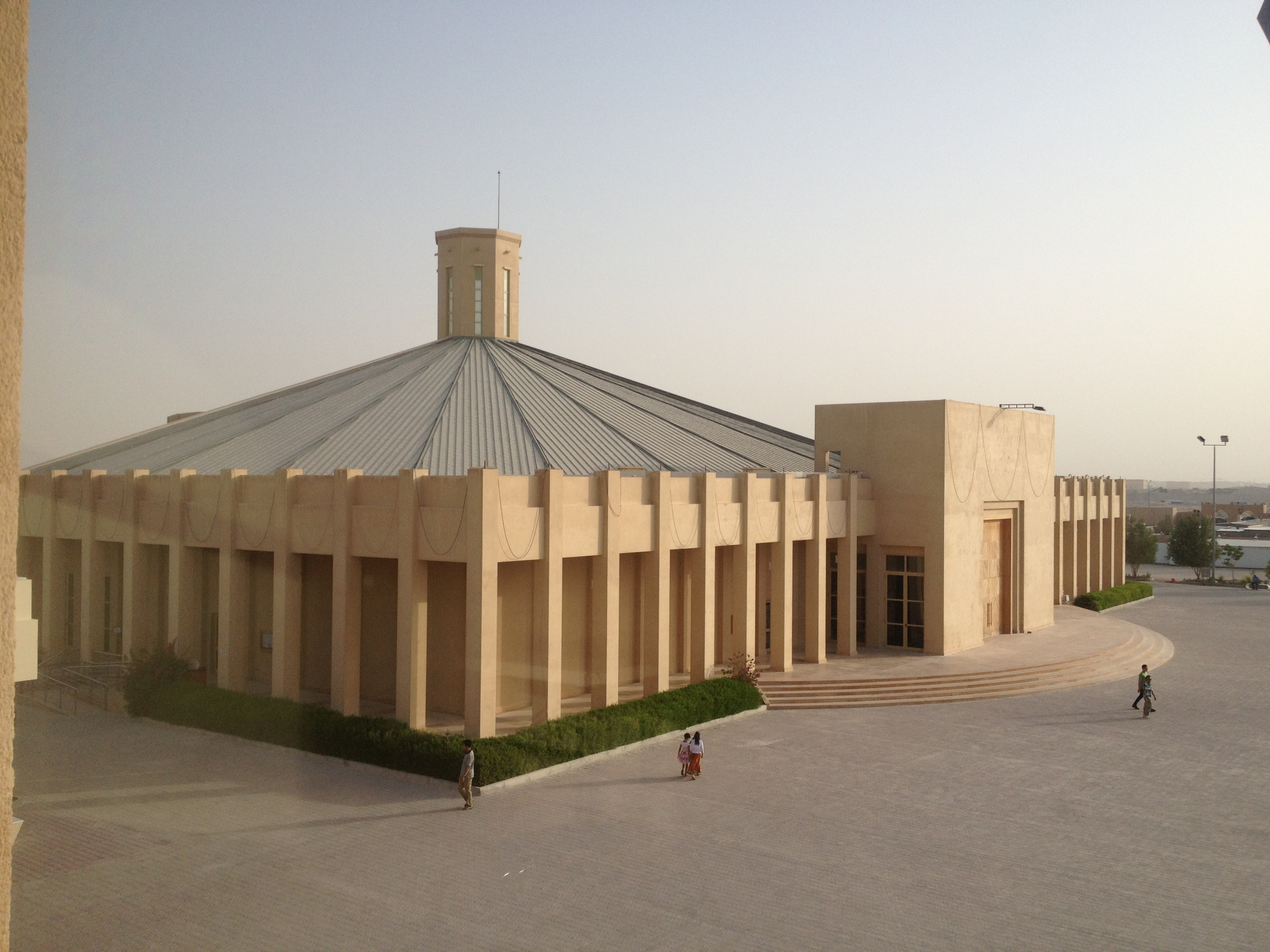
كنيسة سيدة الوردية الكاثوليكية في الدوحة.

تُشكّل المسيحية في قطر ثاني أكثر الديانات انتشاراً بين السكان بعد الإسلام، ويعيش في قطر نحو 240,000 مسيحي، بينهم 190,000 كاثوليكي، ويقدر أتباع الكنيسة الإنجيلية بين 7,000 إلى 10,000 عضو، كانوا يستخدمون مدرسة إنكليزية في العاصمة الدوحة مكانًا للعبادة. وفقًا لإحصائية مركز بيو للأبحاث عام 2010 حوالي 13.8% من سكان قطر من أتباع الديانة المسيحية، ومعظم المسيحيين من الوافدين من الدول الغربيَّة والآسيوية والشرق الأوسط.
معظم المسيحيين هم من أتباع الكنيسة الرومانية الكاثوليكية، يليهم أتباع الكنائس البروتستانتية والأنجليكانية والمسيحيون غير المنتسبين. تعترف الحكومة القطرية رسميًا بست كنائس: الكنيسة الرومانية الكاثوليكية، والأنجليكانية، والأرثوذكسية الشرقية، والسريانية الأرثوذكسية، والقبطية الأرثوذكسية، بالإضافة إلى كنائس مجتمعات المسيحيون الهنود. من المتوقع أن تقوم الطوائف الأصغر غير المعترف بها، البروتستانتية إلى حد كبير، بتقديم خدماتها الدينية تحت رعاية واحدة من المجموعات الست المُعترف بها.

## تاريخ

### العصور المبكرة

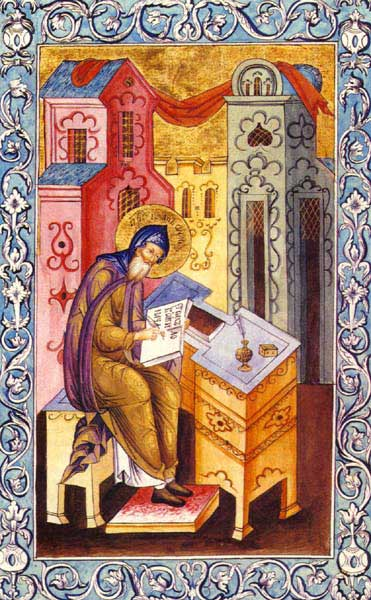
إسحق النينوي أو إسحق القطري، ويعتبر من أكبر المعلمين الروحيين في الشرق المسيحي، ولد في بيت قطراية.

دخل العديد من سكان ما يُعرف الآن بإمارة قطر إلى المسيحية على يد المسيحيين القادمين شرقاً من بلاد ما بين النهرين من عام 224 للميلاد وما بعده، وبُنيت الأديرة في المنطقة خلال هذه الحقبة. خلال الجزء الأخير من العصر المسيحي، عُرفت قطر بالاسم السرياني "بيت قطراية"، وكانت مركز روحاني ورهباني لكنيسة المشرق. وكان الاسم البديل لها هو «بيت كاتارا»، ويُترجم الاسم إلى «منطقة القطريين». ولم تقتصر المنطقة على قطر؛ وإنما شملت أيضًا البحرين وجزيرة تاروت والخُطّ والأحساء.
بحلول القرن الخامس، كانت بيت قطراية مركزاً رئيسياً لكنيسة المشرق المسيحية النسطورية، والتي كانت قد أصبحت تهيمن على الشواطئ الجنوبية للخليج العربي. وكطائفة، غالباً ما كان النساطرة مضطهدين بسبب اعتبارهم زنادقة من قبل الإمبراطورية البيزنطية، لكن كان شرق شبه الجزيرة العربية خارج سيطرة الإمبراطورية البيزنطية ووفرت لهم المنطقة بعض الأمان. ولم تُشكل أبرشيات بيت قطراية مقاطعة كنسيَّة مستقلة، باستثناء فترة قصيرة من منتصف إلى أواخر القرن السابع. وكانوا بدلاً من ذلك خاضعين لمدينة فارس. وفي أواخر القرن السابع، تمردت بيت قطراية على سلطة فارس الكنسيَّة. وفي محاولة للتوفيق بين أساقفة قطراية، عقد جوارجيس الأول مجمعًا في ديرين (جزيرة تاروت) عام 676. في عام 628 تحولت معظم القبائل العربية إلى الإسلام، ومن المرجح أن بعض السكان المستقرين في قطر لم يتحولوا فورًا إلى الإسلام.
في القرنين السابع والثامن، ظهرت ثقافة مسيحية أدبية مهمة في بيت قطراية، ويُنسب إلى هذه الفترة العديد من الكتاب النساطرة البارزين الذين أتوا من بيت قطراية. كما أن إسحق النينوي أو إسحق القطري وهو أحد أساقفة ولاهوتيي القرن السابع ويُعتبر من أكبر المعلمين الروحيين في الشرق المسيحي، ولد في بيت قطراية وهيلمنطقة تتضمن دولة قطر الحاليَّة. وكان للأعمال الأدبية واللاهوتية لإسحق النينوي عمق لاهوتي وتأثير أدبي يتجاوز كنيسة المشرق. ومن بين العلماء المسيحيين البارزين الذين يعود تاريخهم إلى هذه الفترة ومن مواليد شبه الجزيرة القطرية داديشو القطري وغابرييل القطري وأحاب القطري. في عام 674 توقف أساقفة بيت قطراية عن حضور المجامع الكنسيَّة، وعلى الرغم من أن ممارسة الديانة المسيحية استمرت في المنطقة حتى أواخر القرن التاسع.
هناك بعض الغموض فيما يتعلق باللغة المستخدمة في بيت قطراية. احتوى النصوص المكتوبة على كلمات فارسية وسامية. في حين أن بعض الكلمات السامية هي عربية، فإن الصياغة العامة والصوتيات تحملان تشابهًا أكبر مع اللغة الآرامية. صنّف المستشرق الألماني أنطون شال اللغة على أنها "الآرامية الجنوبية الشرقية". وبسبب هذا الاندماج الفريد للعناصر اللغوية، كان رهبان بيت قطراية نشطين في ترجمة النصوص بين الفارسية والسريانية والعربية. ويُقال أن مسيحيًا من بيت قطراية عمل كمترجم فارسي رسمي للملك النعمان بن المنذر والذي كان يتحدث اللغة العربية.

### العصور الحديثة

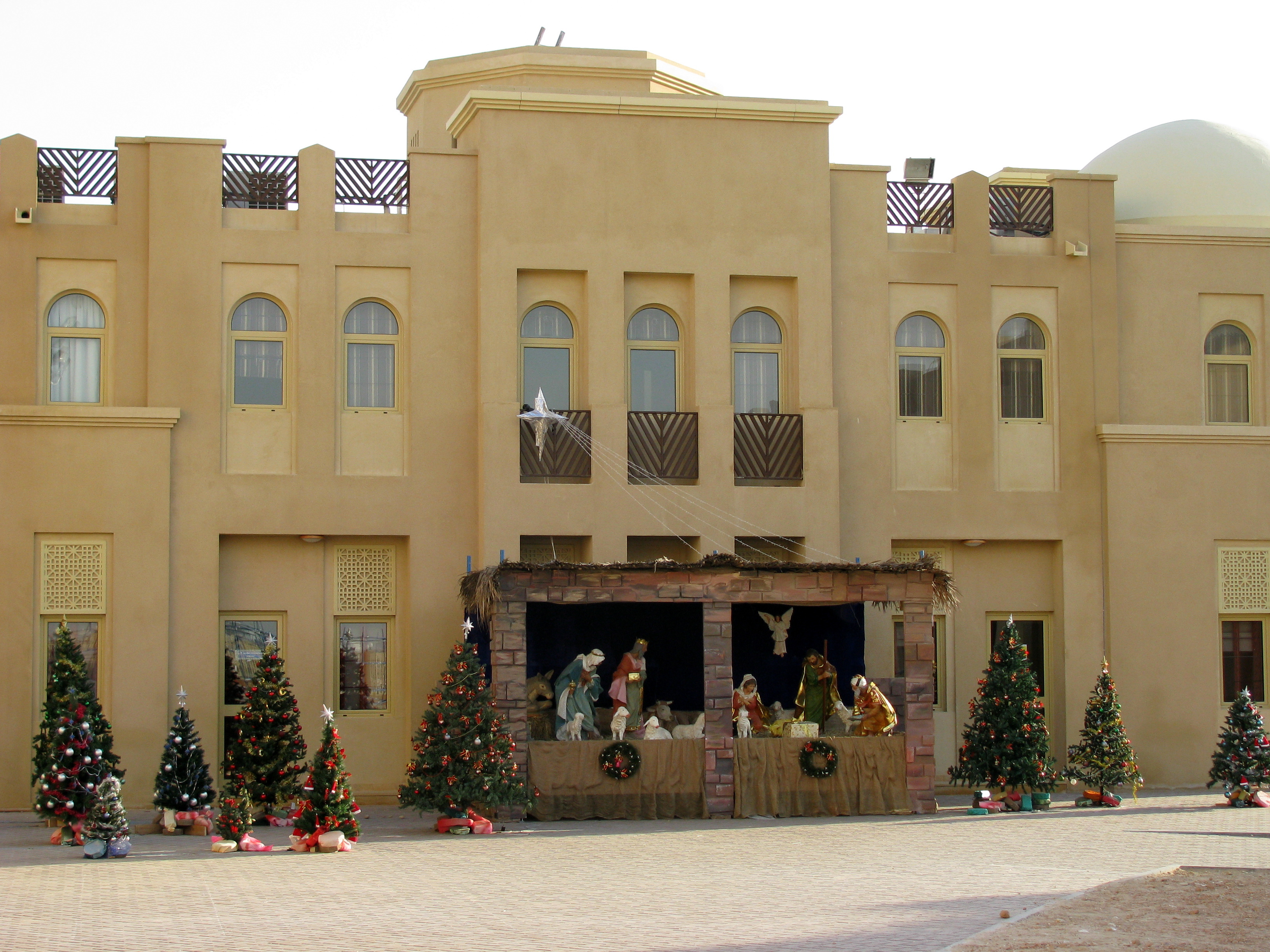
كنيسة سيدة الوردية الكاثوليكية في الدوحة.

كانت ماري بروينس أليسون من أوائل النساء الأمريكيات اللواتي تدربن على الطب في الولايات المتحدة للعمل كطبيبة مبشرة في شبه الجزيرة العربية. أثناء دراستها في كلية الطب في فيلادلفيا تعلمت اللغة العربية. في عام 1934 ذهبت إلى الشرق الأوسط للعمل كطبيبة مبشرة. في عملها الذي استمر لمدة أربعين عاما عملت في المقام الأول في الكويت وكذلك في الهند وقطر والبحرين وسلطنة عمان. خلال إقامتها في الكويت عالجت النساء الغنيات والفقيرات على حد سواء. وفي عام 1948 قدم طلب إنشاء مستشفى في الدوحة من قبل أمير قطر عبد الله بن قاسم آل ثاني حيث عملت أليسون لمدة أربعة أشهر.
زار مبشرو الإرسالية الأمريكية العربية قطر مرات عدة قبل أن يحصلوا على إذن بمزاولة العمل هناك، وفي عام 1945 ذهب القس فان برسيوم والدكتور و. هـ. ستورم في رحلة طبية تبشيرية إلى قطر، وطُلب منهما فحص ضغط دم الحاكم الشيخ عبد الله بن قاسم آل ثاني في قصره، وخلال الزيارة طلب الحاكم منهما أن يأتيا إلى بلده لافتتاح مستشفى وعيادات طبية في مشيخته، ووعدهم بأنه سيبني لهم مستشفى. وفي خريف عام 1947، أصبح المستشفى جاهزاً للعمل. وفي عام 1952 اضطرت الإرسالية الأمريكية العربية للتوقف عن العمل في قطر بسبب النقص في عدد الهيئة الطبية، وتم إرجاع المستشفى إلى الحكومة القطرية.
إثر النمو الاقتصادي المحقق في دول مجلس تعاون الخليج العربي في القرن العشرين وفدت إلى هذه الدول أعداد كبيرة من المغتربين حول العالم كان منهم أيضًا مئات الآلاف من الشوام والعراقيين والمصريين ومن ضمنهم مسيحيون عرب. وبالتالي فالأغلبية الساحقة من مسيحيي قطر هم من الوافدين. تضم العاصمة الدوحة حوالي 150,000 مسيحي، وافتتحت الكنيسة الكاثوليكية الأولى عام 2008، وخلت من أي مظاهر مسيحية في الخارج، وسُميت بكنيسة الوردية. تم بناء الكنيسة بتكلفة حوالي 20 مليون دولار أمريكي على أرض تبرع بها أمير قطر آنذاك حمد بن خليفة آل ثاني. نظرا للقوانين الإسلامية في قطر فإن الكنيسة غير مسموح لها بعرض الرموز المسيحية مثل الصلبان والأجراس أو البرج (القبة) في الخارج. ومنذ عام 2013 بات في الدوحة مجمع يضم خمس كنائس يجمع كل المذاهب، الأرثوذكس والأنجليكان والبروتستانت والكاثوليك، وهذا المجمع يخدم حوالى 200,000 مسيحي، من أصل 1.3 مليون وافد يعيشون في قطر، مقابل 500,000 مواطن قطري تقريباً.
تتكون الجالية المسيحية في قطر من خليط متنوع من الفلبينيين والهنود والأوروبيين والفلسطينيين والمصريين والسوريين واللبنانيين والأميركيين. ويتبع كاثوليك البلاد النيابة الرسولية لشمال شبه الجزيرة العربية وهي الولاية الإقليمية لأتباع الطقوس اللاتينية في الكنيسة الكاثوليكية الرومانية والتي تغطي البلدان التالية من شبه الجزيرة العربية والمنطقة المحيطة وهي البحرين والكويت والمملكة العربية السعودية. لا توجد مجموعات تبشيرية تعمل في البلاد بشكل علني. تم تشكيل مجلس يتكون من أعضاء جميع الكنائس المسيحية للتنسيق بشكل مباشر مع وزارة الخارجية بشأن المسائل الدينية. ونظرًا لأن يوم الأحد هو يوم عمل في قطر، تُقام معظم خدمات العبادة المسيحية يوم الجمعة أو السبت مع عدد قليل منها فقط مساء الأحد.

## الطوائف المسيحية

### الكاثوليكية

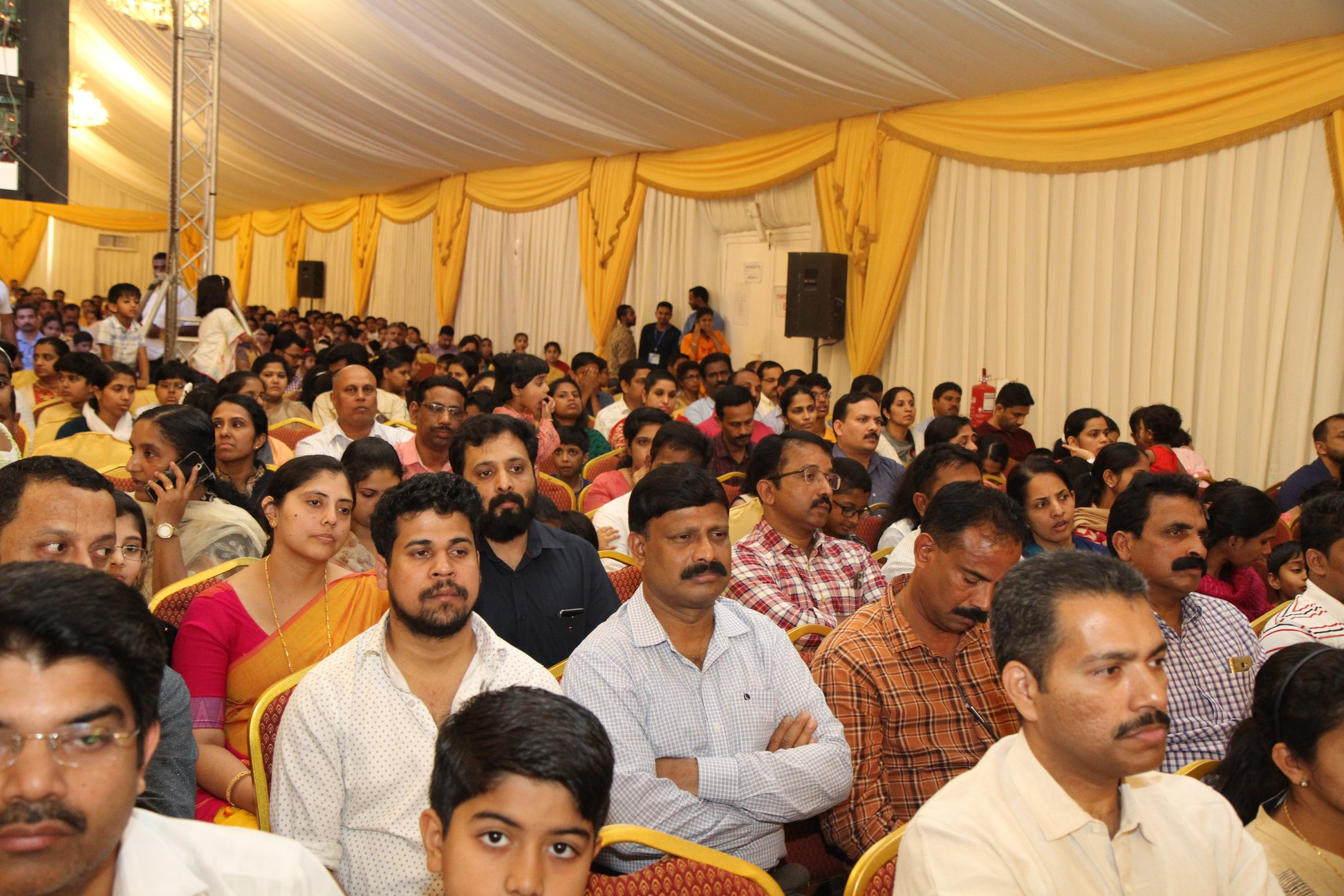
سريان ملبار كاثوليك يتعبدون في كنيسة بالدوحة.

تُعتبرُ الكنيسة الكاثوليكية في قطر جزء من الكنيسة الرومانية الكاثوليكية في مختلف أنحاء العالم وذلكَ تحت القيادة الروحية من البابا في روما. وفقاً لمركز بيو للأبحاث عام 2010 حوالي 10.5% من سكان الإمارة القطرية من الكاثوليك أي حوالي 190,000 شخص. معظمهم من العمالة الوافدة القادمين من الفلبين ولبنان والهند وأمريكا الجنوبية والمملكة المتحدة والدول الغربيَّة وغيرها من الدول. تُشكّلُ قطر جزءا من النيابة الرسولية لشمال شبه الجزيرة العربية وتعتبر كنيسة سيدة الوردية أول كنيسة كاثوليكية في قطر حيثُ تمّ تشييدها في العاصمة الدوحة يوم 14 مارس عام 2008. كلّفت الكنيسة حوالي 15 مليون دولار في بنائها وقد حصلت قطر على تبرعات من الكاثوليك في جميع أنحاء شبه الجزيرة العربية.
تضم إمارة قطر على ثلاثة كنائس كاثوليكية وتشمل الكنائس النشطة كنيسة سيدة الوردية التي تتبع الطقوس اللاتينية، وكنيسة مار توما والتي تتبع طقوس كنيسة السريان الملبار الكاثوليك، وكنيسة مار القديسة مريم والتي تتبع طقوس كنيسة الملنكار الكاثوليك. في عام 2018 تم تدشين كنيسة مار شربل التابعة للكنيسة المارونية والتي نجح في دعم بنائها الجالية المارونية اللبنانية في قطر والشتات اللبناني.

### البروتستانتية

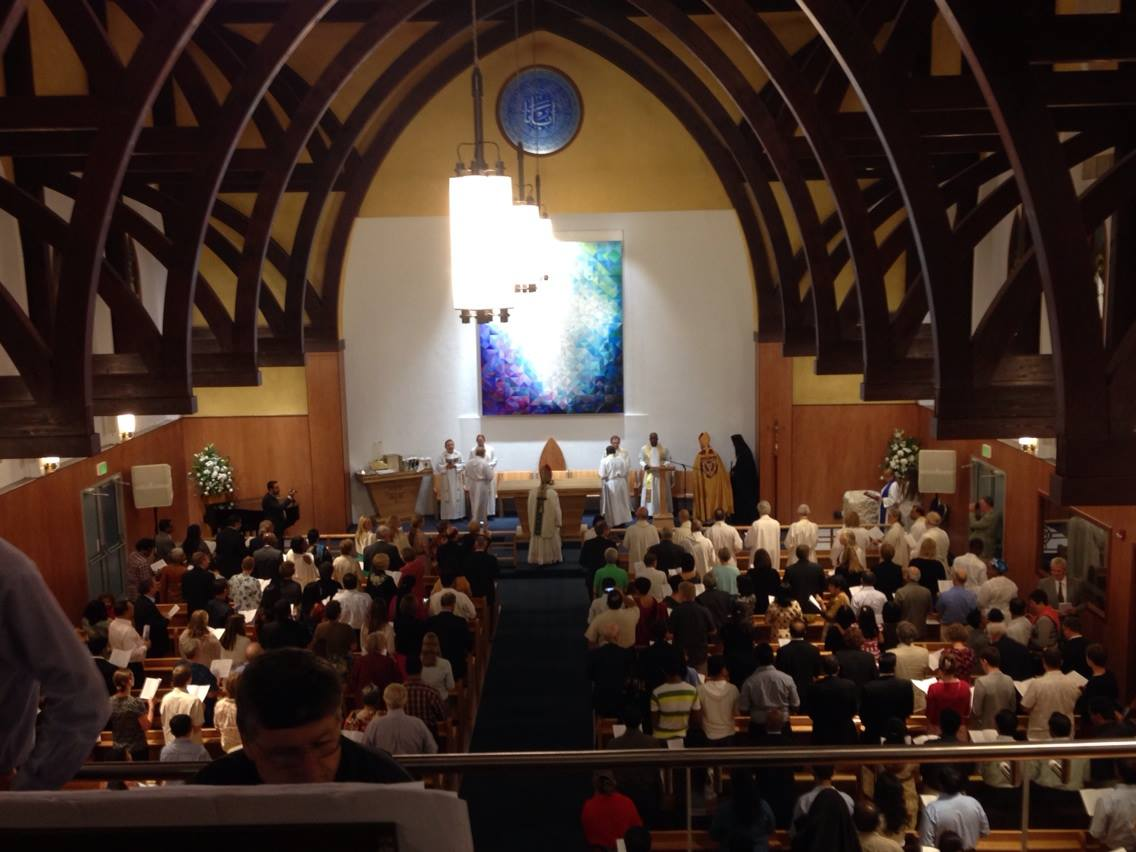
داخل كنيسة الغطاس الأنجليكانية في الدوحة.

وفقاً لمركز بيو للأبحاث عام 2010 حوالي 2.8% من سكان الإمارة القطرية من البروتستانت أي حوالي 50,000 شخص. ينص الدستور على الحرية الدينية. التبشير بين المسلمين محظور بموجب القانون، ولا توجد مجموعات تبشيرية أجنبية تعمل بشكل مفتوح في البلاد. يجب على الجماعات الدينية التسجيل لدى الحكومة للحصول على اعتراف قانوني. ويخضع المسيحيون للشريعة الإسلامية. الأدب الديني المسيحي بالإنجليزية متوفر في المكتبات. في عام 2013 افتتحت كنيسة الغطاس الأنجليكانية في قطر، والتي تستوعب أيضًا العديد من التجمعات الإنجيلية والخمسينيَّة وغيرها من التجمعات البروتستانتية. وفقًا لدراسة نُشرت من قِبل معهد دراسات الدين في جامعة بايلور عام 2015، المؤمنون في المسيح من خلفية مسلمة: إحصاء عالمي وهي دراسة أجريت من قبل جامعة سانت ماري الأمريكيّة في تكساس سنة 2015 وجدت أن عدد المسلمين في قطر المتحولين للديانة المسيحية يبلغ حوالي 200 شخص. يعود الحضور البروتستانتي في الأراضي القطرية إلى أوائل القرن العشرين مع نشاط الإرسالية الأمريكية العربية الطبي، وقد تم تأسيس أوائل مستشفيات الإمارة بالتعاون مع البروتستانت، ولا سيّما المستشفى الذي أنشأته الدكتورة الأمريكية ماري بروينس أليسون، في عام 1947.

### الأرثوذكسية
وفقاً لمركز بيو للأبحاث عام 2010 حوالي 1% من سكان الإمارة القطرية من المسيحيين الأرثوذكس أي حوالي 10,000 شخص. العديد من أتباع الكنيسة الأرثوذكسية الشرقية في قطر هم من أصول يونانيَّة وروسيَّة وعربيَّة (روم أنطاكيون) وهنديَّة (مسيحيو مار توما). وأغلب رعايا كنيسة القديس إسحاق والقديس جوارجيوس للروم الأرثوذكس من المصلين العرب واليونانيين والروس والقبارصة والرومان الأرثوذكس. وتسعى الكنيسة اليونانية الأرثوذكسية إلى بناء كنيستها الخاصة بالجالية اليونانية وتُقيم حاليًا جميع أنشطتها الكنسية في قاعات مدرسة خاصة. تضم قطر على كنيسة القديس بطرس والقديس بولس القبطية والتي بنيت لخدمة المجتمع القبطي المصري في قطر.
تُشكل الجالية الهندية في قطر حوالي 24% من سكان قطر، ويعتنق الكثير من الهنود في قطر المسيحية ديناً. منذ بداية عقد 1970، وفدت أعداد كبيرة من الهنود من ولاية كيرالا (والتي تضم على أكبر عدد من المسيحيين في الهند) إلى قطر وكانوا يتوقون إلى مكان للعبادة منذ ذلك الحين. أبرز الكنائس الهندية الأرثوذكسية في قطر هي كنيسة القديس يعقوب التابعة للكنيسة المسيحية السريانية اليعقوبية وكنيسة مار توما والمعروفة أيضًا باسم الكنيسة الأرثوذكسية الهندية. بُنيت كنيسة القديس يعقوب السريانية الأرثوذكسية في عام 2009، بينما بُنيت الكنيسة الأرثوذكسية الهندية في يوليو عام 2009.